# Polizeiruf 110: Gelobtes Land
Gelobtes Land ist ein deutscher Kriminalfilm von Peter Patzak aus dem Jahr 2000. Der Fernsehfilm erschien als 224. Folge der Filmreihe Polizeiruf 110.

## Handlung
Im Völkerkundemuseum München warten der Museumsleiter, die junge Seherin Enuma und der afrikanische Ingenieur und Asylbewerber Jonah Dibango auf Neuigkeiten: Jonahs Töchter Thula und Lineo sollen illegal über die Grenze nach Deutschland geschmuggelt werden. Holger Wennisch, der die beiden Mädchen an der Grenze in Empfang nimmt und zu Jonah bringen soll, meldet sich kurz telefonisch, dass die Übergabe funktioniert hat. Dann bricht der Kontakt ab. Holger erscheint nicht zuhause und auch die Kinder bleiben verschwunden. Enuma wiederum hat „gesehen“, dass Holger mit dem Wagen verunglückt und in die gestaute Isar gestürzt ist. Holger erscheint wenig später zuhause, wo seine schwangere Frau Sarah verzweifelt, da er immer wieder lange fortbleibe und ihr nicht sage, was er in dieser Zeit mache. Sie vermutet eine Affäre. Holger ist kaum bei der Sache und kehrt kurz darauf zum Unfallort zurück. Wenig später wird seine Kleidung am Isarufer gefunden. Zeugenaussagen über seinen Verbleib sind widersprüchlich und verwirrend, so geben zwei Obdachlose an, dass Holger einfach unsichtbar geworden sei.
Kriminalhauptkommissar Jürgen Tauber weiß, dass er einen neuen Partner namens Jo Obermaier bekommen wird, glaubt jedoch an einen Mann. Umso irritierter ist er, als sich „Jo“ als Abkürzung für „Josephine“ entpuppt und sich ihm als Partnerin eine pflanzenliebende, mehrfache Familienmutter vorstellt. Die neue Kriminalhauptkommissarin ist mit Automechaniker Tarik Yilmaz verheiratet, mit dem sie einen kleinen Sohn hat; eine ältere Tochter stammt aus einer früheren Beziehung. Tauber und Obermaier haben ihre Probleme miteinander, sodass ihnen Kriminalrat Oskar zu Beginn den „leichten Fall“ um den verschwundenen Holger zuteilt.
Von den Ermittlern unbemerkt wird an der Isar ein schwerverletztes, dunkelhäutiges Mädchen gefunden, das ins Krankenhaus eingeliefert wird. Tauber und Obermaier konzentrieren sich auf Holger und sein Umfeld. Sie finden heraus, dass er seit mehreren Monaten arbeitslos war, während seine Frau noch glaubte, dass er auf dem Schlachthof arbeitete. Sie versteht nicht, woher dann das Geld kam, das weiterhin regelmäßig auf sein Konto eingezahlt wurde. Mitarbeiter des Schlachthofs erinnern sich, dass auf Holgers Kilometerzähler hin und wieder erhebliche Kilometerstände hinzukamen. Sie hatten dies auf einen Defekt des Zählers geschoben. Da mit Holger aber auch sein Transporter verschwunden ist, gehen Tauber und Obermaier schließlich davon aus, dass Holger als Menschenschmuggler arbeitete. Dies hat in der Zwischenzeit auch Sarah von Jonah erfahren, die ihm bei der Suche nach seinen Töchtern helfen will. Beide begeben sich zur Isar, wo der Unfall vermutlich geschehen ist. Dort angekommen, wird gerade die Leiche von Lineo geborgen. Jonah schmuggelt sich in den Leichenwagen und sieht seine Tochter im Transportsarg liegen. In München entkommt er aus dem Wagen. Immer wieder gelingt es ihm in der Folgezeit, vor den Ermittlern, aber auch den Beamten der Ausländerbehörde, zu fliehen. Tauber und Obermaier erfahren schließlich, dass Jonahs Tochter Thula vermutlich im Krankenhaus liegt. Als Jonah sie aufsucht, wird er von der Polizei verhaftet. Bei seinem Verfahren, bei dem über seinen Asylantrag beschieden wird, werden die Berichte über Folter, die er in Afrika erleiden musste, in Zweifel gezogen. Weil er sich wiederum mit der Anheuerung eines Schleppers für seine Töchter strafbar gemacht hat, wird die Abschiebung Jonahs angeordnet.
Jonahs Anwältin kann einen Aufschub der Abschiebung erwirken. Tauber und Obermaier können den Abflug Jonahs verhindern, indem sie die Passagiere seines Flugzeugs kurz vor dem Start der Maschine dazu bringen, aufzustehen und damit den Abflug so lange zu verzögern, bis die Anwältin mit den Aufschub-Papieren erscheint. Thula geht es einige Zeit später besser und sie erwacht aus dem Koma. Anscheinend hat auch die Anwesenheit von Enuma zu ihrer Genesung beigetragen, verfügt Enuma doch über Kräfte, die in ihrem Heimatland als Zauber angesehen werden. Sie soll auch das Verschwinden von Holger durch spirituelle Einwirkung verursacht haben. Wie von Geisterhand erscheint Holger kurz nach der Genesung Thulas im Hühnerstall des Schlachthofs, auf dem er lange Zeit gearbeitet hatte. Tauber und Obermaier schließen nach anfänglichen Querelen Frieden und Tauber nimmt eine Einladung zum Lamm-Essen mit Obermaiers Familie an.

## Produktion
Gelobtes Land wurde ab 4. Mai 2000 in München und Umgebung gedreht. Die Kostüme des Films schuf Monika Brühne, die Filmbauten stammen von German Pizzinini. Der Film erlebte am 14. Januar 2001 auf dem Ersten seine Fernsehpremiere. Die Zuschauerbeteiligung lag bei 17,9 Prozent (= 6,57 Millionen Zuschauer) und war damit nach der Tagesschau die meistgesehene Sendung des Tages. Zuvor war der Film bereits am 26. Oktober 2000 auf den Internationalen Hofer Filmtagen gezeigt worden.
Es war die 224. Folge der Filmreihe Polizeiruf 110. Jürgen Tauber ermittelte in seinem 4. Fall und Jo Obermaier in ihrem 1. Fall. Sie ersetzte dabei Polizeipsychologin Silvia Jansen, die von Gaby Dohm gespielt worden war.

## Kritik
Für den Spiegel war Gelobtes Land „ein Krimi, der herausragt“. Die Berliner Zeitung befand, dass Regisseur und Drehbuchautor „ein brillantes Stück Fernsehen gelang, bei dem Sozialkritik und Krimi eine funktionierende Verbindung eingingen.“ „Hier stimmt einfach alles: der aufwühlende Plot, die interessanten Figuren und die dichte Inszenierung“, schrieb die TV Spielfilm, und bezeichnete den Film als „Geburtsstunde eines starken Krimi-Duos“. „Christian Jeltsch hat ein dichtes Drehbuch geschrieben mit knappen, vielschichtigen Dialogen, die die Zuschauer in den Bann ziehen“, stellte Rainer Tittelbach fest.
Patzak habe mit Gelobtes Land einen „sehr langsamen, sehr intensiven und traurigen Fall inszeniert“, der Dank des „selbstbewusst ruhigen Rhythmus’“ nicht zum „Lichterketten-Betroffenheitskrimi“ wird, schrieb die Süddeutsche Zeitung. „Manches in diesem Krimi verzettelte sich in Mystik, doch zum Showdown wird der Film […] zu einem leidenschaftlichen Plädoyer gegen die in Deutschland seit der Änderung des Asylrechts praktizierte Abschiebepraxis. Deren menschverachtende Züge waren, so knallhart und leidenschaftlich zugespitzt, noch nicht im Fernsehen zu sehen“, stellte die Ostthüringer Zeitung fest.
„[D]urch die Anhäufung sämtlicher Klischees zum Thema, durch die liebedienerische Haltung, ist das Stück verlogen“, befand die Nürnberger Zeitung. Gelobtes Land enthalte zudem einen „dicken Packen von Banalitäten, Übertreibungen und Sentimentalität“. Der Film sei „in erster Linie ein Pamphlet, das zur Solidarität mit Asylanten aufruft und Fremdenfeindlichkeit geißelt. Man spürt Engagement, Anspruch und Kunstwillen, aber alles wirkt sehr gekünstelt. Pointierte Sprüche vereinfachen das komplexe Thema und pressen es in ein Schwarz-Weiß-Schema“, so die Leipziger Volkszeitung. „Auch wenn die Schlußpassage wirkungsvoll inszeniert und ihre Symbolhaftigkeit erkennbar war, war dies alles zu dick aufgetragen“, meinte auch die Sächsische Zeitung.

## Auszeichnungen
Gelobtes Land wurde 2001 für den Adolf-Grimme-Preis nominiert. Am 26. Mai 2001 erhielt der Film den 1. Marler Fernsehpreis für Menschenrechte von Amnesty International.